# Aveia
Aveia è stata una città, poi municipio romano, dei Vestini.
Conosciuta anche come Aveia vestina era localizzata nella IV regione augustea, nell'attuale conca aquilana, dove oggi è situato Fossa, piccolo comune di 620 abitanti, nel territorio del quale è stata rinvenuta una grande necropoli con tombe dal IX al I secolo a.C.

## Reperti
La prima individuazione del sito archeologico fu compiuta dal gesuita Vito Maria Giovenazzi nel 1773.

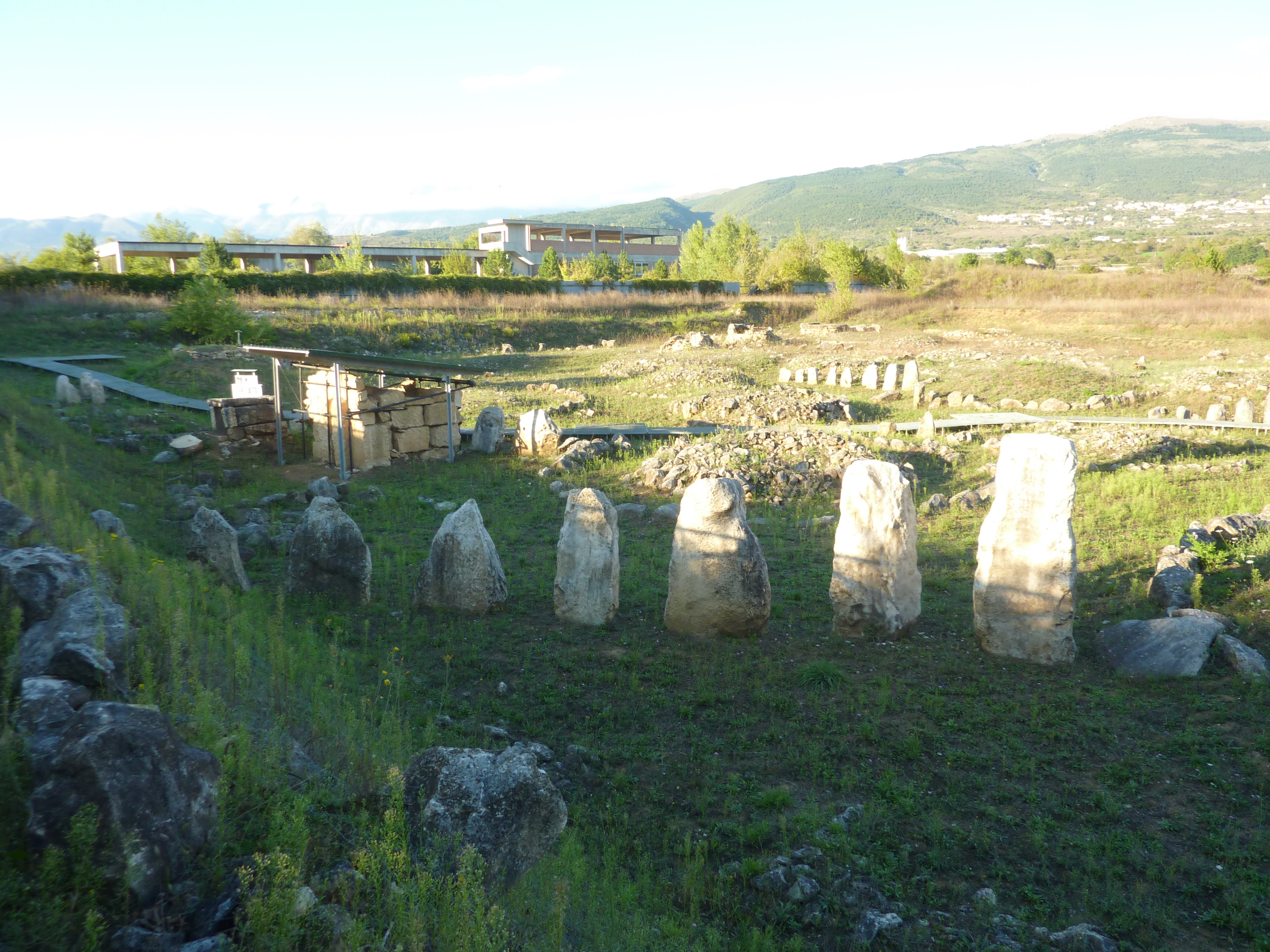
La necropoli di Fossa

I reperti archeologici i più numerosi sono quelli relativi ai luoghi sacri e ai culti della città.
- Iscrizione su roccia che attesta il culto di Bacco e Silvano[2].
- Tracce di mura megalitiche, lungo via Osteria. Probabilmente la cinta muraria partiva dalla piana della necropoli, con la via Claudia Nova, come hanno rilevato studi del 2012, e arrivava ad attraversare l'attuale centro di Fossa, risalendo via S. Eusanio fino al torrione dell'attuale castello medievale. Il torrione esisteva al tempo romano e fungeva da avamposto di guardia.
- Ara Fossae: sotto una grotta artificiale una lapide attesta il culto del Sole Invitto[3].
- Necropoli, nella piana ai piedi di Fossa, oltre contrada San Clemente. Vari ritrovamenti di tombe di diverse epoche, dal Neolitico all'epoca italica e romana. Molti corredi sono conservati nel Museo Archeologico Nazionale d'Abruzzo a Chieti.
- Nel 1965 è stato scoperto un piccolo acquedotto.

La città era lambita dalla strada consolare Claudia nova, costruita dall'imperatore Claudio nel 47. Molti reperti, come il tracciato della strada romana e delle mura, sono stati rinvenuti durante i lavori di ricostruzione del centro di Fossa, dopo il terremoto del 2009.
Aveia nell'epoca del tardo impero fu importante dal punto di vista religioso, perché vi fu istituita la diocesi di Aveia, anche se nel VI secolo fu abolita per l'invasione longobarda. Presso un sacello di Aveia era venerato il corpo di San Massimo, martirizzato in Aveia nel III secolo, venendo scaraventato dalla torre di guardia del castello. Il corpo fu poi traslato per sicurezza a Forcona, vicino all'Aquila, dove fu istituita una nuova diocesi presso l'ex chiesa cattedrale di San Massimo. 
Dall'VIII secolo lentamente Aveia scomparve, le case furono utilizzate per nuove costruzioni, soprattutto per il castello recinto che sovrasta la piana.